# Campionatul Mondial de Semimaraton din 2004
A 13-a ediție a Campionatului Mondial de Semimaraton s-a desfășurat pe 3 octombrie 2004 la New Delhi, India. Au participat 152 de sportivi din 55 de țări.

## Rezultate

### Masculin
| Loc | Sportiv                  | Timp    |
| --- | ------------------------ | ------- |
| 1   | Paul Kirui               | 1:02:15 |
| 2   | Fabiano Joseph           | 1:02:31 |
| 3   | Ahmed Hassan Abdullah    | 1:02:36 |
| 4   | John Cheruiyot Korir     | 1:02:38 |
| 5   | Solomon Tsige            | 1:02:42 |
| 6   | Alene Emere              | 1:02:52 |
| 7   | Wilson Busienei          | 1:02:55 |
| 8   | Wilson Kiprotich Kebenei | 1:03:02 |
| 9   | Berhanu Addane           | 1:03:03 |
| 10  | Abebe Dinkessa           | 1:04:06 |

| Loc | Țară                                                                              | Timp                            |
| --- | --------------------------------------------------------------------------------- | ------------------------------- |
|     | Kenya Paul Kiprop Kirui (1) John Cheruiyot Korir (4) Wilson Kiprotich Kebenei (8) | 3:07:55 1:02:15 1:02:38 1:03:02 |
|     | Etiopia Solomon Tsige (5) Alene Emere Reta (6) Berhanu Addane (9)                 | 3:08:37 1:02:42 1:02:52 1:03:03 |
|     | Uganda Wilson Busienei (7) Martin Kitiyo Toroitich (13) Joseph Nsubuga (27)       | 3:13:48 1:02:55 1:04:48 1:06:05 |

### Feminin
| Loc   | Sportivă                 | Timp    |
| ----- | ------------------------ | ------- |
| 1     | Sun Yingjie              | 1:08:40 |
| 2     | Lydia Cheromei           | 1:09:00 |
| 3     | Constantina Diță-Tomescu | 1:09:07 |
| 4     | Sonia O'Sullivan         | 1:10:33 |
| 5     | Yuki Saito               | 1:11:05 |
| 6     | Eyerusalem Kuma          | 1:11:07 |
| 7     | Irina Timofeeva          | 1:11:17 |
| 8     | Bezunesh Bekele          | 1:11:23 |
| 9     | Alina Ivanova            | 1:12:17 |
| 10    | Mihaela Botezan          | 1:12:36 |
| [...] |                          |         |
| 18    | Luminița Talpoș          | 1:14:25 |
| 25    | Aurica Buia              | 1:15:10 |

| Loc | Țară                                                                                 | Timp                            |
| --- | ------------------------------------------------------------------------------------ | ------------------------------- |
|     | Etiopia Eyerusalem Kuma (6) Bezunesh Bekele (8) Teyba Erkesso (15)                   | 3:36:00 1:11:07 1:11:23 1:13:30 |
|     | România · Constantina Diță-Tomescu (3) · Mihaela Botezan (10) · Luminița Talpoș (18) | 3:36:08 1:09:07 1:12:36 1:14:25 |
|     | Rusia Irina Timofeeva (7) Alina Ivanova (9) Elena Burîkina (21)                      | 3:38:21 1:11:17 1:12:17 1:14:47 |

## Clasament pe medalii
| Loc   | Țară     | Aur | Argint | Bronz | Total |
| ----- | -------- | --- | ------ | ----- | ----- |
| 1     | Kenya    | 2   | 1      | 0     | 3     |
| 2     | Etiopia  | 1   | 1      | 0     | 2     |
| 3     | China    | 1   | 0      | 0     | 1     |
| 4     | România  | 0   | 1      | 1     | 2     |
| 5     | Tanzania | 0   | 1      | 0     | 1     |
| 6     | Qatar    | 0   | 0      | 1     | 1     |
| 6     | Rusia    | 0   | 0      | 1     | 1     |
| 6     | Uganda   | 0   | 0      | 1     | 1     |
| Total | Total    | 4   | 4      | 4     | 12    |